# District international de l'Escaut

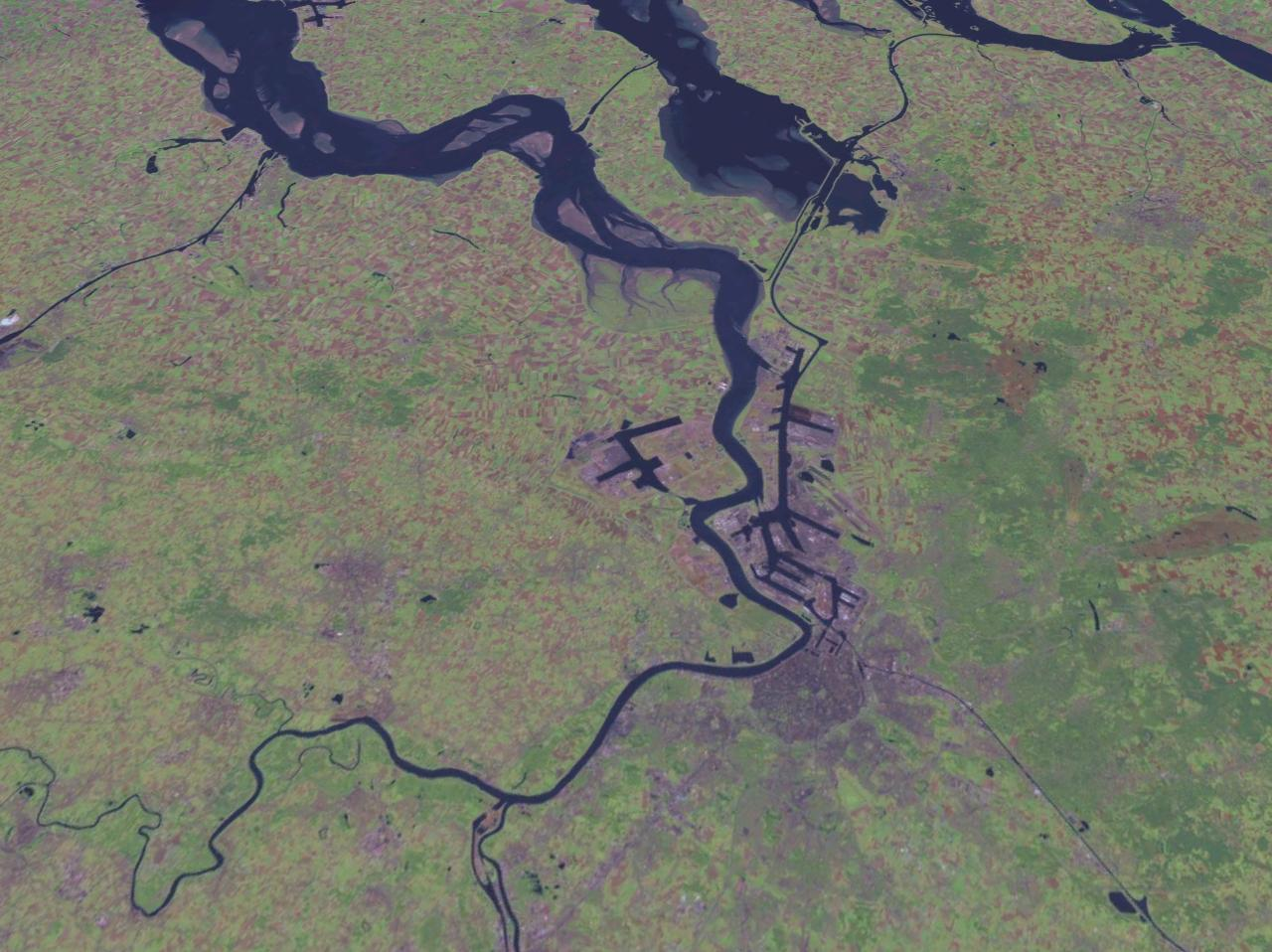
Cours inférieur de l'Escaut et estuaire. Au centre : bassins du port d'Anvers. L'affluent droit au bas de la photo est le Rupel

Le «  District international de l'Escaut  » (DIE) a été défini pour la Commission internationale de l'Escaut par un traité international accord international (Escaut-Meuse), signé en France à Charleville-Mézières le 26 avril 1994 puis par un nouvel accord.

## Définition juridique
C'est la zone de compétence de la Commission internationale de l'Escaut, confirmée par le nouvel Accord international de l’Escaut (signé à Gand le 3 décembre 2002, mais entré en vigueur le 1er décembre 2005, ratifié par les parties signataires qui sont la France, la Belgique fédérale, la Région wallonne, la Région flamande, la Région de Bruxelles-Capitale et les Pays-Bas)..
Le District international de l'Escaut couvre « la zone terrestre et maritime fixée par les Parties Contractantes en vertu de la Directive-cadre sur l'eau qui comporte le bassin hydrographique de l'Escaut, les bassins hydrographiques associés et les eaux souterraines et côtières qui leur sont associées ».
Il ne doit pas être confondu avec le « Bassin hydrographique de l'Escaut » défini par le même accord international comme « territoires dont les eaux de ruissellement s'écoulent à travers les affluents de l'Escaut et l'Escaut même vers la mer du Nord » ; 
Il est représenté par une carte indicative annexée à l'accord de 2002 et présente une surface et des masses d'eau plus importantes que le seul bassin versant. 

## Territoire et environnement
La Région flamande et la France y tiennent respectivement la 1re et la seconde part en termes de surface (bien que le cours du fleuve Escaut lui-même soit relativement court en France).
C'est une des zones européennes les plus intensivement cultivées, artificialisées et polluées, depuis la Seconde Guerre mondiale, ce pourquoi des États riverains ont créé en 1950 une Commission tripartite permanente des eaux polluées (Protocole du 8 avril 1950 signé par la Belgique, la France et le Grand-Duché de Luxembourg) puis deux accords internationaux.

### Cartographie
- Cartographies concernant le district international de l'Escaut